# Příbram VIII
Příbram VIII je část města Příbram v okrese Příbram ve Středočeském kraji. Je zde evidováno 107 adres. V roce 2011 zde trvale žilo 4832 obyvatel.
Příbram VIII leží v katastrálních územích Příbram o výměře 14,33 km² a Březové Hory o výměře 2,47 km².
Příbram VIII se nachází na levém (západním) břehu Příbramského potoka, jižně od části Příbram VII a východně a severně od části Příbram V-Zdaboř. Na jihu pak zasahuje až k okrajové části Brod. Je tvořena sídelními jednotkami Nad Březovými Horami, U rybníků (včetně Nového a Fialova rybníka) a Školní. Na severu je ohraničena Seifertovou ulicí, na jihozápadě Brodskou ulicí (silnice III/1912) a na východě silnicí I/66.
S výjimkou několika starších domů v okolí Fialova rybníka vznikla veškerá stávající zástavba této části města až během druhé poloviny 20. století a skládá se převážně z panelových domů různých typů. Osou místní části je ulice Školní (silnice III/1911), nesoucí jméno podle přilehlé základní školy, již navštěvuje přibližně 800 žáků. Jižně od ní se rozkládá rozsáhlý sportovní areál včetně skateparku a 1,9 kilometru dlouhé inline stezky. Severní část tvoří vysoké panelové domy včetně dvou tzv. „Křižáků“, až třináctipodlažních domů uspořádaných do tvaru kříže, v jejichž blízkosti se nachází také poliklinika a dva supermarkety.
1. října 2020 byla na území otevřena bezbariérová železniční zastávka s názvem Příbram sídliště pro osobní a spěšné vlaky, rychlíky zde nezastavují.

## Historie
Příbram VIII vznikla k 1. lednu 1980 jako část města Příbram ve stejnojmenném okrese.

## Obyvatelstvo
| Rok            | 1869 | 1880 | 1890 | 1900 | 1910 | 1921 | 1930 | 1950 | 1961 | 1970 | 1980  | 1991  | 2001  | 2011  | 2021  |
| -------------- | ---- | ---- | ---- | ---- | ---- | ---- | ---- | ---- | ---- | ---- | ----- | ----- | ----- | ----- | ----- |
| Počet obyvatel | 0    | 0    | 0    | 0    | 0    | 0    | 0    | 0    | 0    | 0    | 3 258 | 6 129 | 5 813 | 4 832 | 4 209 |
| Počet domů     | 0    | 0    | 0    | 0    | 0    | 0    | 0    | 0    | 0    | 0    | 35    | 69    | 75    | 77    | 79    |